# Liste des tremplins olympiques
Les tremplins olympiques sont les tremplins sur lesquels se sont disputés ou se disputeront des épreuves de saut à ski et de combiné nordique lors de jeux olympiques d'hiver.

## Tableau triable par colonnes
| N° FIS | Dénomination nom du tremplin | Localité ville ou commune   | Pays               | HS taille officielle | FIS homologué FIS jusqu'à | Autres tremplins sur le site                              | Olympiade                              | Commentaire                                                         |
| ------ | ---------------------------- | --------------------------- | ------------------ | -------------------- | ------------------------- | --------------------------------------------------------- | -------------------------------------- | ------------------------------------------------------------------- |
|        | Tremplin du Mont             | Chamonix                    | France             | 102                  | /                         | /                                                         | 1924 Chamonix                          | dernière COC en 2001, attente re-homologation après travaux en 2011 |
|        | Olympiaschanze               | Saint-Moritz                | Suisse             | 100                  | /                         | HS 65, HS 33, K15                                         | 1928 Saint-Moritz 1948 Saint-Moritz    | projet de reconstruction d'un HS106                                 |
| 206    | MacKenzie Intervale          | Lake Placid                 | États-Unis         | 134                  | 2015                      | HS 100, K48, K18, K10                                     | 1932 Lake Placid 1980 Lake Placid      |                                                                     |
| 205    | MacKenzie Intervale          | Lake Placid                 | États-Unis         | 100                  | 2015                      | HS 134, K48, K18, K10                                     | 1980 Lake Placid                       |                                                                     |
| 201    | Große Olympiaschanze         | Garmisch-Partenkirchen      | Allemagne          | 140                  | 2012                      | HS 89 (Mittel Olympiaschanze), HS 47 (Jugendschanze), K20 | 1936 Garmisch-Partenkirchen            |                                                                     |
| 86     | Holmenkollen                 | Oslo                        | Norvège            | 134                  | 2015                      | /                                                         | 1952 Oslo                              |                                                                     |
|        | Tremplin Italia              | Cortina d'Ampezzo           | Italie             | 90 (PK)              | /                         | K55, K32, K20                                             | 1956 Cortina d'Ampezzo                 |                                                                     |
|        | Papoose Peak Jumps           | Squaw Valley                | États-Unis         | 80 (PK)              | /                         | K60, K40                                                  | 1960 Squaw Valley                      |                                                                     |
| 374    | Toni Seelos                  | Seefeld                     | Autriche           | 109                  | 2015                      | HS 75, K50                                                | 1964 Innsbruck 1976 Innsbruck          | petit tremplin de 2 JO 1964 et 1976                                 |
| 2      | Bergisel                     | Innsbruck                   | Autriche           | 130                  | 2016                      | /                                                         | 1964 Innsbruck 1976 Innsbruck          |                                                                     |
| 74     | Claret                       | Autrans                     | France             | 92                   | 2011                      | HS 60, K 29, K12                                          | 1968 Grenoble                          |                                                                     |
|        | Tremplin du Dauphiné         | Saint-Nizier-du-Moucherotte | France             | 112 (PK)             | /                         | /                                                         | 1968 Grenoble                          | plus aux normes FIS, dernière WC en 1981                            |
| 81     | Ōkurayama                    | Sapporo                     | Japon              | 134                  | 2015                      | /                                                         | 1972 Sapporo                           |                                                                     |
| 82     | Miyanomori                   | Sapporo                     | Japon              | 100                  | 2015                      | /                                                         | 1972 Sapporo                           |                                                                     |
|        | Igman                        | Ilidža                      | Bosnie-Herzégovine | 112 (PK)             | /                         | PK90                                                      | 1984 Sarajevo                          | plus utilisé après les JO, projets de reconstruction                |
|        | Igman                        | Ilidža                      | Bosnie-Herzégovine | 90 (PK)              | /                         | PK112                                                     | 1984 Sarajevo                          | plus utilisé après les JO, projets de reconstruction                |
|        | Parc olympique               | Calgary                     | Canada             | 122                  | /                         | HS 95, K63, K38, K13                                      | 1988 Calgary                           | plus aux normes FIS, dernière compétition en 1988                   |
| 269    | Parc olympique               | Calgary                     | Canada             | 95                   | 2012                      | HS 122, K63, K38, K13                                     | 1988 Calgary                           |                                                                     |
| 296    | Praz 90 mètres               | Courchevel                  | France             | 96                   | 2016                      | HS 132 (Tremplin du Praz 90m), HS65, HS30                 | 1992 Albertville 2030 Alpes françaises |                                                                     |
| 295    | Praz 120 mètres              | Courchevel                  | France             | 132                  | 2016                      | HS 96 (Tremplin du Praz 120m), HS65, HS30                 | 1992 Albertville 2030 Alpes françaises |                                                                     |
| 303    | Lysgårds                     | Lillehammer                 | Norvège            | 138                  | 2016                      | HS 100                                                    | 1994 Lillehammer                       |                                                                     |
| 304    | Lysgårds                     | Lillehammer                 | Norvège            | 100                  | 2016                      | HS 138                                                    | 1994 Lillehammer                       |                                                                     |
| 305    | Hakuba                       | Hakuba                      | Japon              | 131                  | 2015                      | HS 98                                                     | 1998 Nagano                            |                                                                     |
| 306    | Stade de saut à ski          | Hakuba                      | Japon              | 98                   | 2015                      | HS 131                                                    | 1998 Nagano                            |                                                                     |
| 338    | Parc Olympique de Park City  | Park City (Utah)            | États-Unis         | 134                  | 2010                      | HS 100, K64, K40, K20, K10                                | 2002 Salt Lake City                    |                                                                     |
| 337    | Parc Olympique de Park City  | Park City (Utah)            | États-Unis         | 100                  | 2010                      | HS 134, K64, K40, K20, K10                                | 2002 Salt Lake City                    |                                                                     |
| 347    | Stadio del Trampolino        | Pragela                     | Italie             | 140                  | 2014                      | HS 106, HS 66, K30, K15                                   | 2006 Turin                             |                                                                     |
| 348    | Stadio del Trampolino        | Pragela                     | Italie             | 106                  | 2014                      | HS 140, HS 66, K30, K15                                   | 2006 Turin                             |                                                                     |
| 360    | Parc olympique               | Whistler                    | Canada             | 140                  | 2013                      | HS 106, K20                                               | 2010 Vancouver                         |                                                                     |
| 359    | Parc olympique               | Whistler                    | Canada             | 106                  | 2013                      | HS 140, K20                                               | 2010 Vancouver                         |                                                                     |
| 384    | RusSki Gorki                 | Krasnaïa Poliana            | Russie             | 140                  | /                         | HS 105, K72, K45, K25                                     | 2014 Sotchi                            |                                                                     |
| 383    | RusSki Gorki                 | Krasnaïa Poliana            | Russie             | 106                  | /                         | HS 140, K72, K45, K25                                     | 2014 Sotchi                            |                                                                     |
| 366    | Alpensia                     | PyeongChang                 | Corée du Sud       | 140                  | 2014                      | HS 109, HS 66, K35, K15                                   | 2018 PyeongChang                       |                                                                     |
| 365    | Alpensia                     | PyeongChang                 | Corée du Sud       | 109                  | 2014                      | HS 140, HS 66, K35, K15                                   | 2018 PyeongChang                       |                                                                     |
| 409    | Ruyi des neiges              | Zhangjiakou                 | Chine              | 106                  | 2026                      | HS 140                                                    | 2022 Pékin                             |                                                                     |
| 408    | Ruyi des neiges              | Zhangjiakou                 | Chine              | 140                  | 2026                      | HS 106                                                    | 2022 Pékin                             |                                                                     |
| 286    | Giuseppe Dal Ben             | Predazzo                    | Italie             | 135                  | 2021                      | HS 106, HS 66, PK2, PK10, PK19, PK33                      | 2026 Milan Cortina                     |                                                                     |
| 285    | Giuseppe Dal Ben             | Predazzo                    | Italie             | 106                  | 2022                      | HS 135, HS 66, PK2, PK10, PK19, PK33                      | 2026 Milan Cortina                     |                                                                     |

### Sources
- Competition Olympic Winter Games sur www.skisprungschanzen.com

1. ↑  [PDF] « Tremplins de saut homologués »(Archive.org • Wikiwix • Archive.is • Google • Que faire ?)